# よしもとミッドナイトコメディ 3年2組ポンコツの唄
『よしもとミッドナイトコメディ 3年2組ポンコツの唄』（よしもとミッドナイトコメディさんねんにくみポンコツのうた）は、2013年6月6日から2014年3月18日まで読売テレビ（ytv）で放送されていた、コント形式の公開バラエティ番組。

## 概要
2012年に放送されていた『よしもと情熱コメディ〜TVのウラ側で大騒ぎ!モンスターAD奮闘記〜』をリニューアル。
収録は5upよしもとで行われている。コント本番後には、「終わりの会」としてメンバー全員でのトークを収録しており、HPで“裏動画”として公開している。

### 内容
舞台は私立YY高校3年2組。同級生からバカにされている放送部の村上はDJケンジとして校内放送を行っている。そこに転校生の今別府がやってくる。

## 出演者

### レギュラー
- たむらけんじ - 3年2組の担任。
- フルーツポンチ
  - 村上健志 - 3年2組の生徒。放送部部長。
  - 亘健太郎 - 3年2組の生徒。陸上部のエース。
- アイロンヘッド
  - 辻井亮平 - 3年2組の生徒。パソコン研究部。
  - 毛利雅俊 - 3年2組の生徒。野球部の主将。
- 浅越ゴエ（ザ・プラン9） - 3年2組の生徒。学級委員長。バスケ部所属。
- 酒井藍 - 3年2組の生徒。
- 今別府直之 - 3年2組の生徒。転校生。
- 木下百花（NMB48） - 3年2組の生徒。
- 近藤里奈（NMB48） - 3年2組の生徒。
- 川畑泰史 - 3年1組の先生。たむら先生のライバル。
- 吉田裕 - 隣のクラスの不良。
- 亜里沙 - 保健の先生。途中からレギュラー出演となった。

### ゲスト
- 安井まさじ - 3年1組の生徒。（#1）
- 池田夏希 - 隣のクラスの美女生徒。（#3）
- 島田一の介 - 酒井の父親。（#5）
- 吉見衣世 - 吉田の彼女。（#6）
- 間寛平 - 大学の学長。（#7）
- ダイアン
  - 西澤裕介 - 教育実習生。（#7）
  - 津田篤宏 - 大学の入試担当者。（#7）
- ハリセンボン - 高校OBの漫才師。（#12）

## 放送日程
| ♯  | 放送日         | サブタイトル                                          | 放送時間           |
| -- | -------------- | ----------------------------------------------------- | ------------------ |
| 1  | 2013年6月6日   | 『起死回生、生まれる、友情』                          | 25:40～            |
| 2  | 2013年7月25日  | 『束縛る』                                            | 25:30～            |
| 3  | 2013年9月12日  | 『夏休み前、高まる期待』                              | 25:30～            |
| 4  | 2013年9月26日  | 『今、そこにある便意』                                | 25:30～            |
| 5  | 2013年10月10日 | 『17歳の母』                                          | 25:30～            |
| 6  | 2013年11月28日 | 『ブルマ窃盗事件 勃発』                               | 25:30～            |
| 7  | 2013年12月28日 | 『推薦入試・インポッシブル』                          | 24:58～（1時間SP） |
| 8  | 2014年1月23日  | 『YY高校 七不思議』                                   | 25:30～            |
| 9  | 2014年2月11日  | 『禁じられたバレンタイン チョコの甘さと恋の苦さと。』 | 26:09～            |
| 10 | 2014年2月27日  | 『お○ぱいが見たい、揉みたい。』                       | 25:30～            |
| 11 | 2014年3月13日  | 『バカと超能力は使いよう』                            | 25:30～            |
| 12 | 2014年3月18日  | 『2034年、約束の日に』                                | 25:09～（1時間SP） |

## スタッフ
- ナレーション：川田裕美 (元ytvアナウンサー)
- 脚本：桝野幸宏
- ブレーン：中野守
- ディレクター：汐口武史（ytv）
- FD：吉田剛志、小原和洋、宮本歩実
- 技術
  - SW：前田昌彦
  - CAM：寺岡憲一
  - MIX：梶巻久仁彦
  - VE：三本管彰
  - LD：中村和道
- 美術：箕田英二（ytv）
- 大道具：河野秀輝
- 小道具：中井等
- 衣装：馬場幸雄
- 編集：国部泰治（ytv）
- テロップ：大澤敬
- 音効：圓谷真穂
- MA：古庄陽
- 編成：吉田聖（ytv）
- 宣伝：神松一三（ytv）
- 協力：ytv Nextry、トラッシュ、ステージプランニング、アーチェリープロダクション、つむら工芸、すくらんぶる、東京衣裳、MORE、光学堂、丸善かつら
- 演出：岡本浩一（ytv）
- AP：野口弥生（ytv）
- プロデューサー：山本陽（ytv）、田井中晧介（よしもとクリエイティブ・エージェンシー）
- チーフプロデューサー：土居原作也（ytv）
- 制作協力：吉本興業
- 制作著作：ytv（讀賣テレビ放送）